# Antoine de Quélen de Stuer de Caussade
Pour les articles homonymes, voir Quélen.
Antoine Paul Jacques de Quélen de Stuer de Caussade, prince de Carency, comte de La Vauguyon, puis 1er duc de La Vauguyon (à Tonneins et Calonges) en août 1758, pair de France, né le 17 janvier 1706 à Tonneins et mort le 4 février 1772 à Versailles, est un aristocrate et militaire français du XVIIIe siècle, connu pour sa fonction de gouverneur des enfants de France et à ce titre responsable de l'éducation du futur Louis XVI.

## Biographie

### Origines
Son père, comte de La Vauguyon (cf. Maison de Pérusse des Cars), est le fils de Nicolas de Quélen de Stuer de Caussade, comte de La Vauguyon, prince de Carency, et de sa femme Madeleine de Bourbon-Busset, fille du comte de Busset.
Il épouse en 1703 Marie-Françoise de Béthune (1712-1799), fille de Paul-François de Béthune, duc de Charost et d'Ancenis, pair de France, lui-même fils du gouverneur de la personne du roi Louis XV, Armand de Béthune-Chârost-Ancenis.

### Carrière militaire
En 1733-1735, il est colonel dans le régiment d'infanterie de Beauvoisis, et participe aux sièges de Kehl (1733) et de Philippsbourg (1734). Brigadier en 1743, il est élevé au grade de maréchal de champ après la bataille de Fontenoy (1745) puis sert à la campagne de Flandre. Il est présent à la bataille de Rocourt (1746) ainsi qu'à celle de Lauffeld l'année suivante. Il devient lieutenant général des armées du roi en 1748.
En 1758, il est nommé gouverneur des enfants de France, les quatre petits-fils de Louis XV (Bourgogne, Berry, Provence et Artois, fils du dauphin Louis). La même année, il est fait duc, puis pair de France en 1759. La Vauguyon est plutôt du parti des dévots et si l'éducation du futur Louis XVI n'est pas négligée, notamment du point de vue des disciplines scientifiques et des langues étrangères, bien au contraire, son gouverneur le tient à l'écart des encyclopédistes. Il n'est pas étranger à une certaine pudibonderie de son élève - renforcée par le spectacle de la vie privée de Louis XV - et néglige son éducation militaire
En 1770, La Vauguyon et Madame de Marsan, gouvernante du dauphin, n'hésitent pas à intriguer avec Madame du Barry, la maîtresse de Louis XV pour écarter le ministre Choiseul.

### Descendance
Son fils Paul-François épouse en 1766 Marie-Antoinette-Rosalie de Pons, fille de Charles Armand de Pons et Gabrielle Louise Rosalie Le Tonnelier de Breteuil (1725- ?). Il sera ministre sous Louis XVIII.

### Titulature
- 17 janvier 1706 - 25 août 1730 : marquis de Saint-Maigrin
- 25 août 1730 - 25 août 1758 : comte de la Vauguyon
- 25 août 1758 - 4 février 1772 : duc de la Vauguyon